# 9, le film
9, le film es una película de comedia dramática canadiense, que se estrenó en 2016. Es una adaptación de la obra de teatro de Stéphane Neuf variaciones sur le vide, la película es una antología de nueve cortometrajes de nueve directores de cine diferentes sobre el tema de las dificultades de comunicación, unificados por el elemento narrativo común de una conferencia sobre comunicación del gurú de la autoayuda Marc Gélinas (interpretado por Roy). Los segmentos fueron dirigidos por Roy, Claude Brie, Érik Canuel, Jean-Philippe Duval, Marc Labrèche, Micheline Lanctôt, Luc Picard, Éric Tessier y Ricardo Trogi.

## Segmentos
- "Abus" (Roy) – Annabelle (Anne-Marie Cadieux) y Christian (Christian Bégin) son una pareja casada que juegan juegos de manipulación entre ellos.[4]
- "Subitement" (Picard): un actor recibe una llamada que le informa sobre la muerte repentina de su pareja, quedando atrapado en un círculo de comunicación hueca ya que las personas que lo rodean no saben cómo expresarse de manera significativa en torno a la muerte. Con Alexis Martin, Sophie Cadieux, Charlotte Aubin.[4]
- "Fuite" (Trogi) – Una pareja (Hélène Bourgeois Leclerc y Pierre-François Legendre) entra en conflicto mientras viaja en Bruselas.[4]
- "Hystérie" (Duval) – Un director (François Papineau) y una actriz (Bénédicte Décary) que trabajan juntos en un comercial de televisión están interesados el uno en el otro, pero se engañan mientras luchan por comunicar sus verdaderos sentimientos.[4]
- "Je me souviens" (Lanctôt) – En una reunión, dos viejas amigas (Anne-Élisabeth Bossé, Magalie Lépine-Blondeau) se enfrentan inesperadamente con la revelación de que uno no recuerda en absoluto la experiencia compartida que definió su amistad por el otro.[4]
- "Halte Routière" (Canuel) - Dos camioneros (Nicolas Canuel, Maxim Gaudette) se encuentran en una parada de camiones y se involucran en un juego de atracción y rechazo sexual.[4]
- "Banqueroute" (Brie): un hombre que regresa de un viaje va al banco a retirar dinero, solo para que le digan que su cuenta está vacía. Con Sylvain Marcel, Marianne Farley, Diane Lavallée y Goûchy Boy.[4]
- "Le lecteur" ( Labrèche ) - El intento de un hombre de comprar un reproductor de DVD se convierte en una discusión existencial con el vendedor. Protagonizada por Labrèche y Marc Fournier.[4]
- "Eccéité" (Tessier) – Marc Gélinas debe enfrentarse a la exactitud de sus propias enseñanzas cuando se reencuentra con una exnovia (Noémie Godin-Vigneau).[4]